# 龙山镇 (张家川县)
龙山镇，是中华人民共和国甘肃省天水市张家川回族自治县下辖的一个乡镇级行政单位。

## 行政区划
龙山镇下辖以下地区：
南街社区、马黑曼村、郑家村、芦塬村、北河村、北街村、官泉村、南街村、西门村、南梁村、树坡村、冯塬村、西沟村、西川村、汪堡村、榆树村、马河村、连柯村、四方村、李山村和韩川村。